# ستيوارت هووبر
ستيوارت هووبر (بالإنجليزية: Stuart Hooper)‏ هو لاعب اتحاد الرغبي بريطاني، ولد في 18 نوفمبر 1981 في إكزتر في المملكة المتحدة.

## وصلات خارجية
- ستيوارت هووبر على موقع دوري الرغبي الممتاز (الإنجليزية)
- ستيوارت هووبر على موقع ItsRugby.co.uk (الإنجليزية)